# Statsheraldiker
Statsheraldiker är en tjänst vid det svenska Riksarkivet med ansvar för frågor som rör heraldik. Statsheraldikern handlägger ärenden som rör Sveriges flagga, riksvapen, och statliga myndigheters heraldiska vapen och emblem, samt biträder kommuner, organisationer och privatpersoner i heraldiska ärenden. Därtill ska statsheraldikern främja forskning om heraldik.
Statsheraldikern sorterar direkt under riksarkivarien med Riksarkivets heraldiska nämnd som beslutande instans. Davor Zovko är sedan 2022 statsheraldiker då han efterträdde Henrik Klackenberg. Från 2010 är Carl Michael Raab biträdande statsheraldiker. Henrik Dahlström tillträdde 2011 befattningen som heraldisk konstnär. Han efterträdde Vladimir Sagerlund som då avgick med pension.
Tjänsten som statsheraldiker inrättades 1953 i och med att Riksheraldikerämbetet lades ned och dess uppgifter flyttades till Heraldiska sektionen vid Riksarkivet.

## Riksarkivets heraldiska nämnd
Riksarkivets heraldiska nämnd är statens högsta heraldiska organ. Nämnden består av riksarkivarien, som är ordförande, och tre ledamöter som utses av regeringen. Varje ledamot har en personlig ersättare. Statsheraldikern är sammankallande, föredragande, samt sekreterare. Biträdande statsheraldikern samt den heraldiske konstnären är adjungerade. I nämnden är juridisk, antikvarisk och konstnärlig sakkunskap representerad.
Nämnden sammanträder vid behov, vanligtvis 1–2 gånger per år.
Nämnden inrättades 1953 som en egen myndighet vid namn Statens heraldiska nämnd. 1983 ändrades namnet i och med att nämnden införlivades i Riksarkivet som ett rådgivande organ åt riksarkivarien.

## Statsheraldiker (1953–)
Sveriges statsheraldiker sedan 1953:
- 1953–1955 Gunnar (C.G.U.) Scheffer (tillförordnad)
- 1955–1975 Gunnar Scheffer
- 1975 Lars-Olof Skoglund (tillförordnad)
- 1975–1981 Jan von Konow
- 1981–1983 Bo Elthammar (tillförordnad)
- 1983–1999 Clara Nevéus
- 1999–2022 Henrik Klackenberg
- 2022– Davor Zovko